# Karl Troll

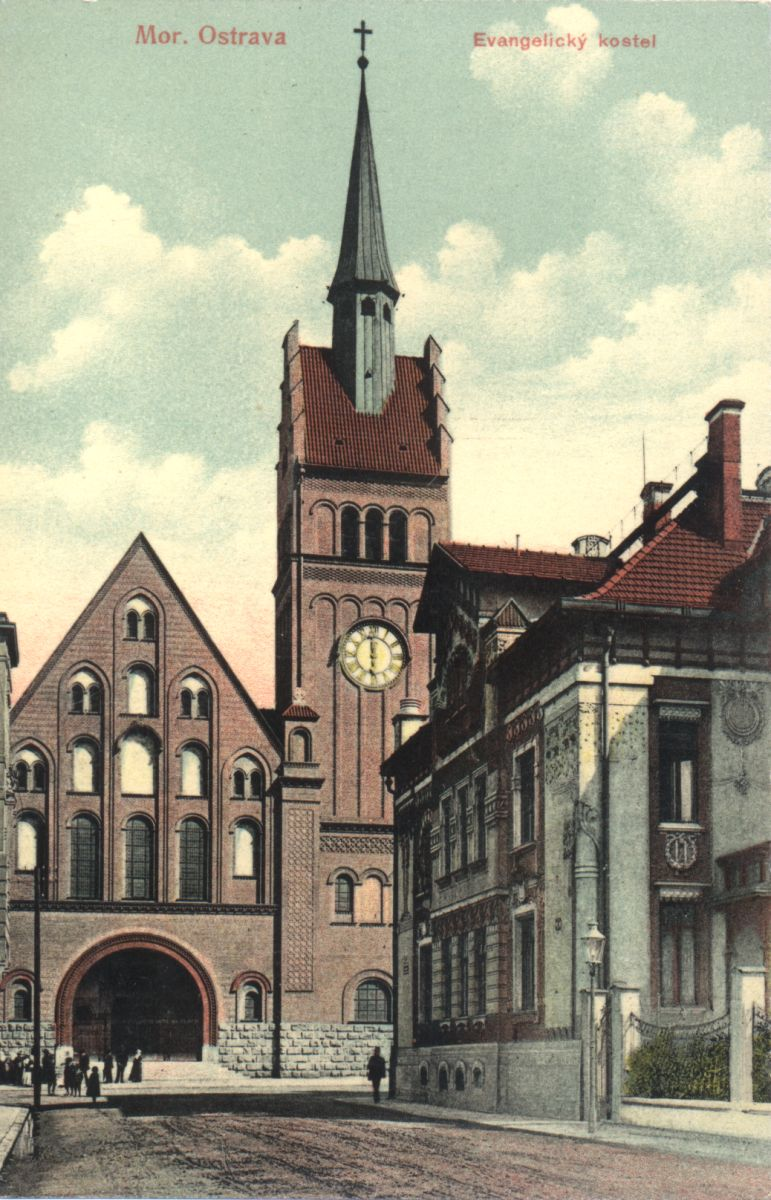
Evangelický kostel v Ostravě

Karl Troll (1. listopadu 1865 – 30. prosince 1954) byl rakouský architekt.
Projektoval např. městskou školu v obvodu Vídeň 10 (1902, s Augustem Rehakem), evangelický kostel v Ostravě (1905–1907, s L. Faiglem) a katolický kostel v Grillenbergu (1910–1911, s J. Stoppelem).